# Suttrop
Suttrop is een plaats in de Duitse gemeente Warstein, deelstaat Noordrijn-Westfalen, en telt 3370 inwoners (2011). In feite is het aan de noordoostrand van Warstein zelf vastgegroeid, en wordt daarvan alleen gescheiden door de goederenspoorlijn naar Lippstadt.
Suttrop had van de late 18e eeuw tot de late 19e eeuw een kleine ijzerertsmijn.
Sinds 1911 is er een grote psychiatrische instelling gevestigd, waar o.a. mensen worden opgenomen, die aan allerlei verslavingen lijden.
Zie verder onder Warstein.
Allagen · Belecke · Hirschberg · Mülheim · Niederbergheim · Sichtigvor · Suttrop · Waldhausen · Warstein